# Per-Erik Lundberg
Per-Erik Lundberg, född 7 december 1905 i Lappträsk, var en finländsk skolledare. 
Lundberg, som var son till kontraktsprosten Carl Isidorus Lundberg och Johanna Vilhelmina Sundström, blev student 1926, filosofie kandidat 1933 och avlade pedagogexamen 1936. Han var lärare i de humanistiska ämnena vid Vestankvarn lantmanna- och jordbruksskola 1934–1935, rektor för folkhögskolan Breidablick 1935–1941, för Västra Nylands folkhögskola 1941–1955 och för Imatra svenska samskola från 1955. Han ägde släktgården Guttorp i Sund på Åland från 1946. Han var ordförande i Västra Nylands sång- och musikförbund 1952–1955, i Hembygdens sångare i Pojo 1946–1955, i Pojo ungdomsförening 1947–1955, i Pojo ungdomsnämnd och bibliotekstyrelse 1949–1955, medlem av kyrkomötet 1953, viceordförande i Svenska folkpartiets lokalavdelning i Pojo, ordförande för Svenska Ringen i Imatra från 1956 och Pohjola-Norden i Imatra från 1955. Han var rektor för Frontskolan vid Svir 1941–1944.